# Mònica Bosch i Forrellad
Mònica Bosch i Forrellad (Sabadell, 9 de setembre de 1972) és una exesquiadora d'esquí alpí i dirigent esportiva catalana.
El seu primer club fou el Club Alpí Falcó de Sabadell amb el qual entrà assíduament a les pistes de Baqueira-Beret. Entre el seu palmarès de competició destaquen les següents fites: fou campiona d'Espanya en modalitat d'eslàlom en quatre ocasions (1985, 1992, 1996 i 1997); quedà en quart lloc a la Copa d'Europa d'esquí alpí de 1997 i guanyà dues medalles d'or a la Universíada de Jaca el 1995. També ho feu als Jocs Olímpics d'Hivern de 1994, celebrats a Lillehammer (Noruega), en les proves d'eslàlom i eslàlom gegant, i als Jocs Olímpics d'Hivern de 1998, celebrats a Nagano (Japó), només en la d'eslàlom. D'aquesta forma, entre 1987 i 2000 formà part de l'equip espanyol d'esquí alpí, fins que aquell any decidí retirar-se de l'alta competició després de lesionar-se. L'any 1995 fou premiada amb el títol de Millor esportista de Sabadell de l'any.
En el terreny institucional, fou assessora esportiva a diverses entitats relacionades amb els esports, entre elles la candidatura olímpica Barcelona Pirineu 2022 entre 2011 i 2015 i al Pla Estratègic dels Esports d'Hivern a Espanya 2016-2022. El 2016 fou nomenada directora general de la Federació Catalana d'Esports d'Hivern i, des d'octubre de 2020, com a presidenta de la federació, en substitució d'Òscar Cruz i amb una aposta per professionalitzar aquests esports i donar força als projectes olímpics i paralímpics. L'11 de març de 2022, el Govern de la Generalitat de Catalunya l'assignà com a coordinadora del projecte de candidatura Barcelona Pirineus 2030 als Jocs Olímpics d'Hivern. Aquesta designació la feu retirar temporalment de la presidència de la federació catalana.